# 文挟駅

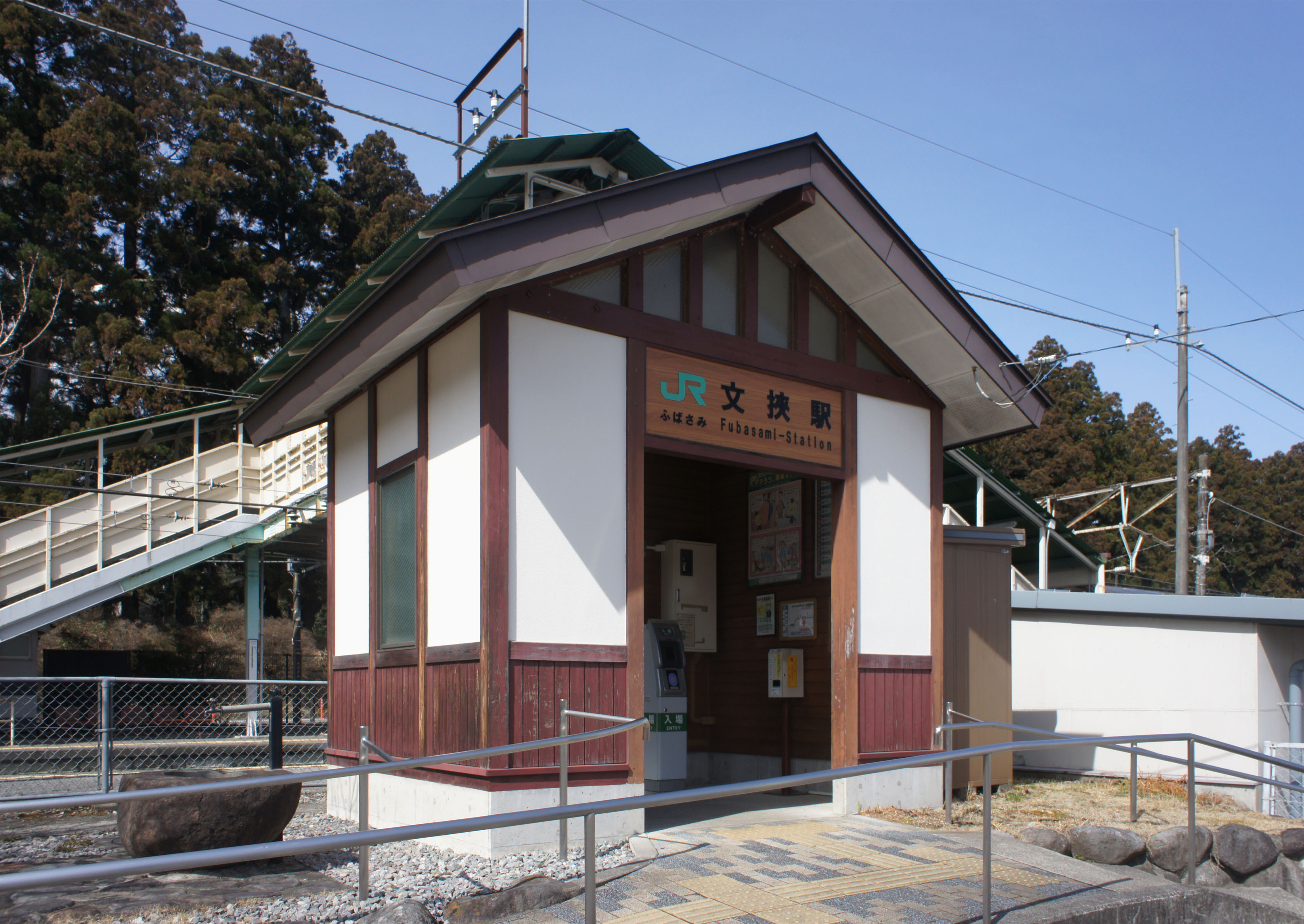
東口（2022年3月）

文挟駅（ふばさみえき）は、栃木県日光市小倉（こぐら）にある、東日本旅客鉄道（JR東日本）日光線の駅である。駅名標や時刻表等では旧字体を用いて「文挾駅」と表記されることもある。

## 歴史
- 1890年（明治23年）6月1日：開業[2]。
- 1970年（昭和45年）
  - 2月1日：貨物取扱廃止[2]。
  - 3月14日：跨線橋を設置し、供用開始[3]。
  - 3月15日：荷物扱い廃止[2]。
- 1971年（昭和46年）10月1日：無人化[4]。
- 1987年（昭和62年）4月1日：国鉄の分割民営化により、東日本旅客鉄道の駅となる[2]。
- 2008年（平成20年）3月15日：東京近郊区間拡大により、ICカード「Suica」の利用が可能となる[5]。東口駅舎完成。

## 駅構造
相対式ホーム2面2線を有する地上駅である。西側が1番線、東側が2番線となっており、2番線が北側にずれている。
日光駅管理の無人駅だが、駅舎内に窓口が残されており、鹿沼駅から社員が派遣されて特別改札を行うことがある。簡易Suica改札機・乗車駅証明書発行機が設置されている。

### のりば
| 番線 | 路線    | 方向 | 行先       | 備考              |
| ---- | ------- | ---- | ---------- | ----------------- |
| 1    | ■日光線 | 下り | 日光方面   | 一部2番線から発車 |
| 2    | ■日光線 | 上り | 宇都宮方面 |                   |

（出典：JR東日本:駅構内図）
2番線を上下主本線とした一線スルーとなっているが、一部の列車を除いて、原則として方向別に発着する。

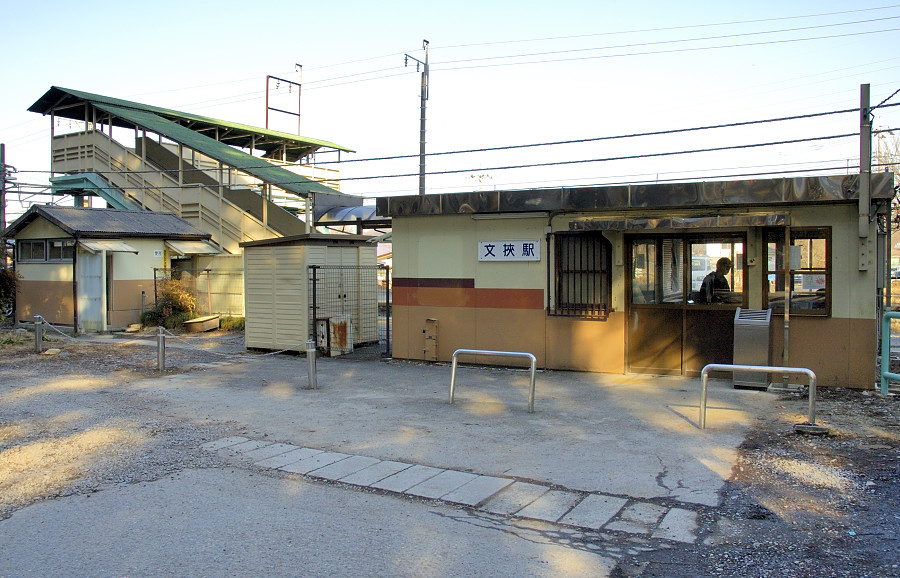
改修前の駅舎（2007年2月）
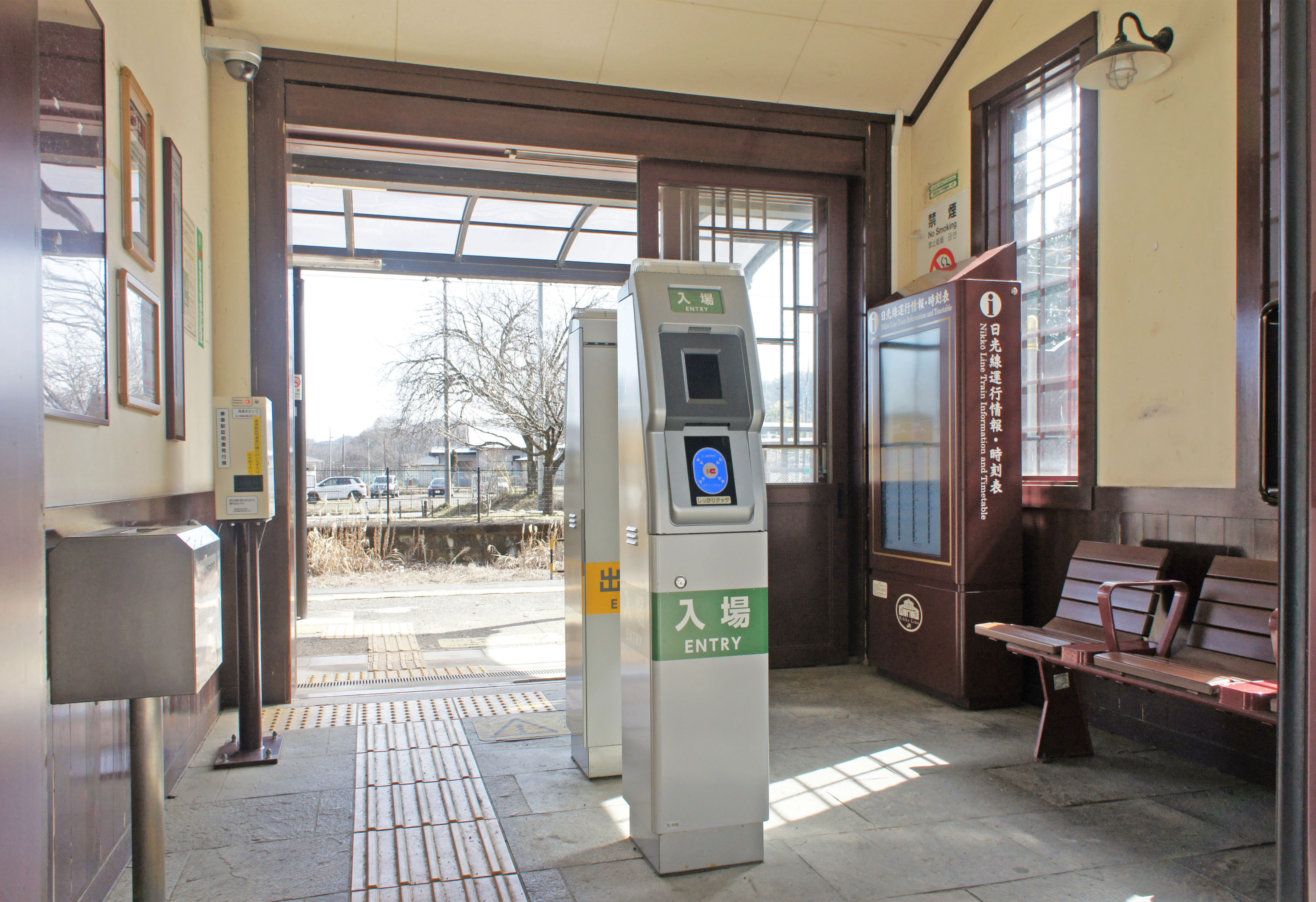
西口改札（2022年3月）
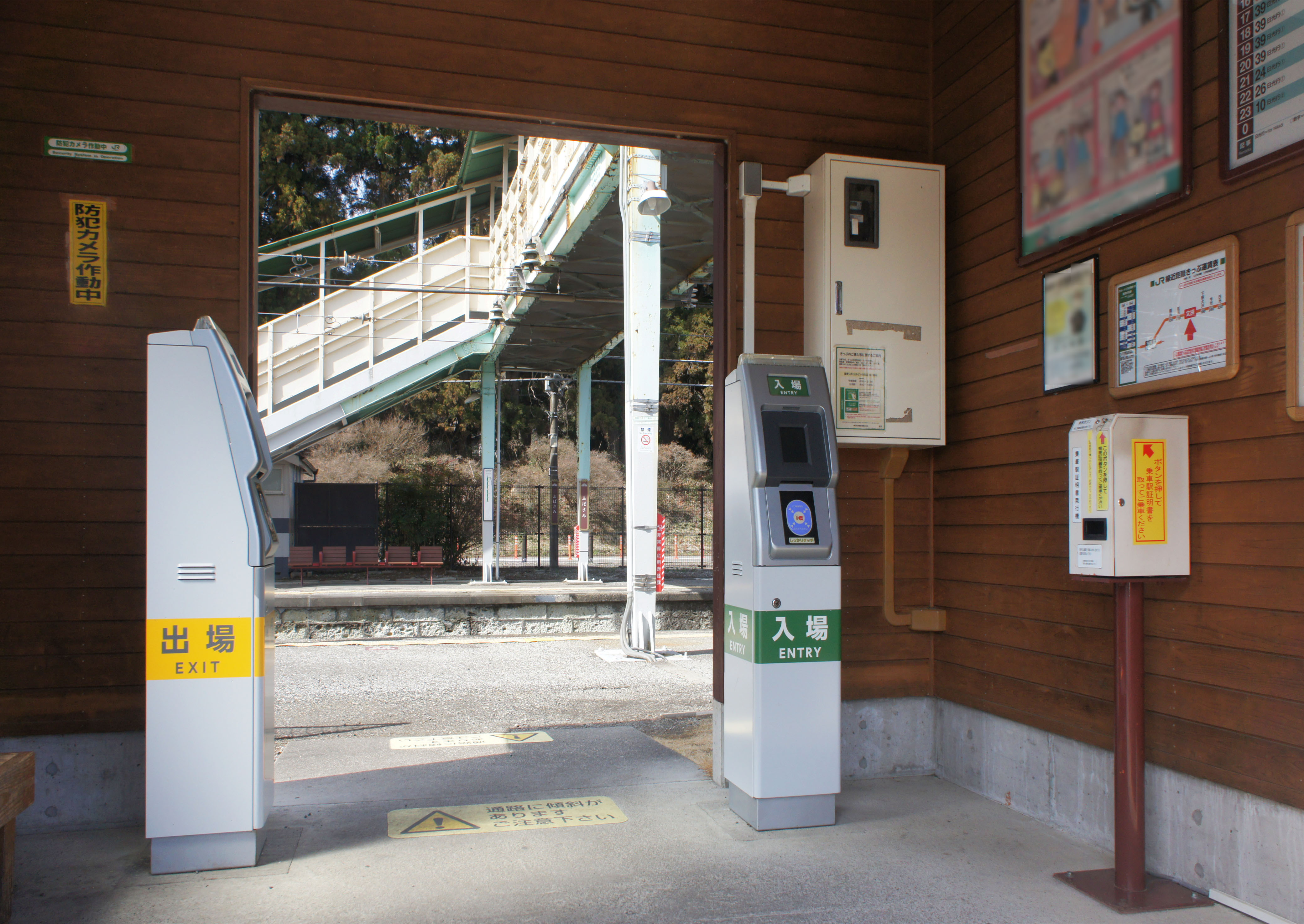
東口改札（2022年3月）
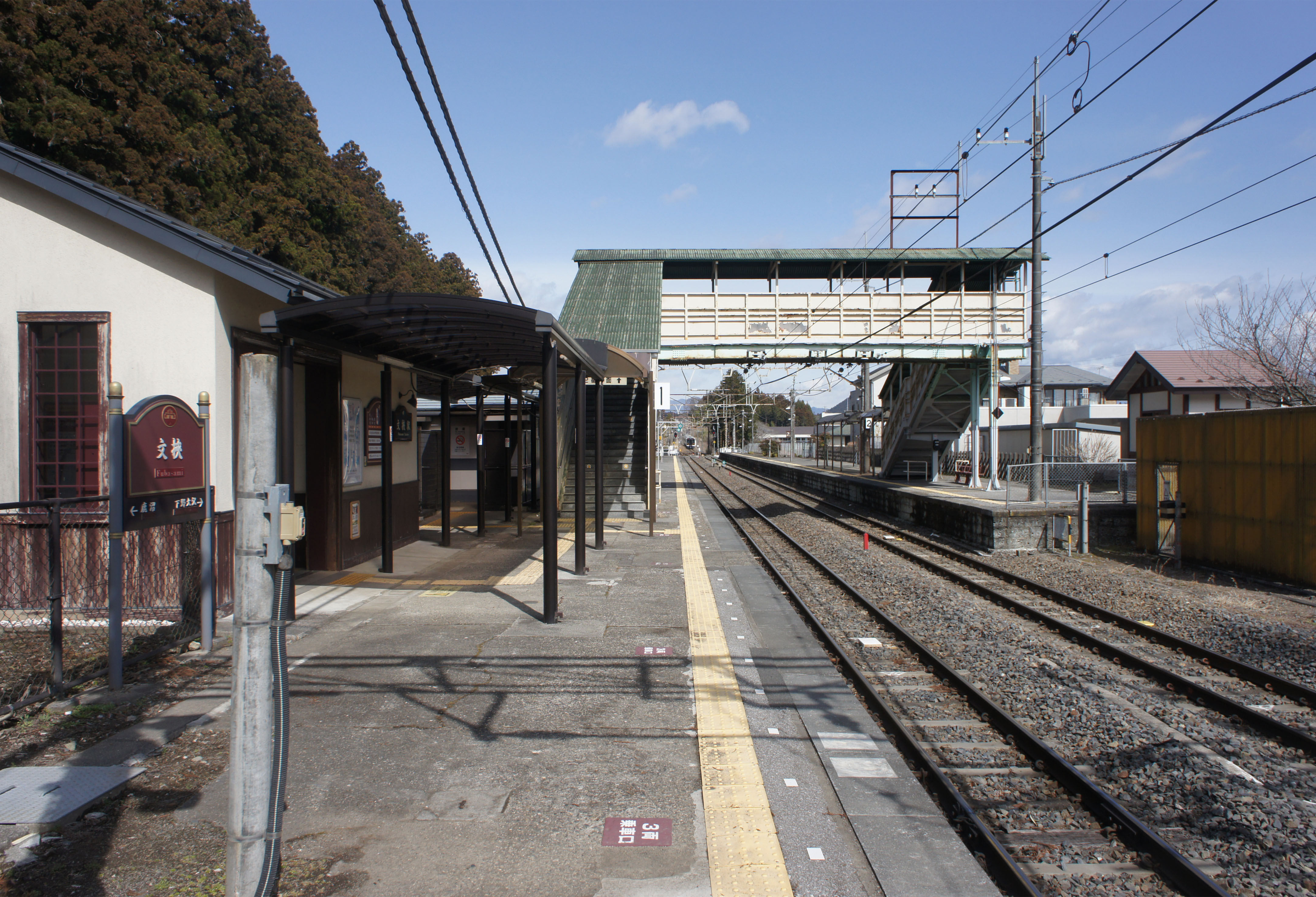
ホーム（2022年3月）

## 利用状況
「栃木県統計年鑑」によると、2008年度（平成20年度）- 2011年度（平成23年度）の年間乗車人員の推移は以下のとおりであった。
| 乗車人員推移       | 乗車人員推移                | 乗車人員推移 |
| 年度               | 年間乗車人員 （単位：千人） | 出典         |
| ------------------ | --------------------------- | ------------ |
| 2008年（平成20年） | 104                         | [ 7 ]        |
| 2009年（平成21年） | 96                          | [ 8 ]        |
| 2010年（平成22年） | 88                          | [ 9 ]        |
| 2011年（平成23年） | 86                          | [ 10 ]       |

## 駅周辺
- 国道121号（日光例幣使街道）
- 日光杉並木

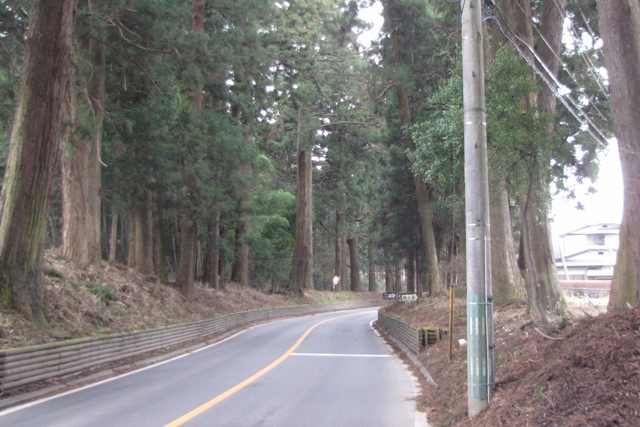
文挟駅前を走る国道121号線の杉並木。

これらは当駅周辺で日光線の線路と並行し、駅とほぼ近接する。
- 文挟郵便局
- 日光市立落合東小学校
- 日光市役所落合支所
- 赤岩山登山口 - 最寄り駅だが、徒歩80分を要する[11]。
- 日光市営バス（デマンドバス）「JR文挟駅」停留所

## 隣の駅
東日本旅客鉄道（JR東日本）
■日光線
鹿沼駅 - 文挟駅 - 下野大沢駅